# Nicolas Poussin
Pour les articles homonymes, voir Poussin.
Nicolas Poussin, né en juin 1594 au hameau de Villers, dans la commune des Andelys, et mort le 19 novembre 1665 à Rome, est un peintre français du XVIIe siècle, représentant majeur du classicisme pictural.
Formé à Paris, il a exercé principalement à Rome à partir de 1624. Il a peint aussi bien des scènes d'histoire que religieuses, mythologiques, mais aussi des paysages avec des personnages. S'il a répondu à quelques commandes destinées à des églises, il est surtout connu pour des tableaux de taille moyenne destinés à quelques amateurs italiens ou français auxquels il est resté fidèle tout au long de sa vie. Sa renommée lui permet de devenir peintre du roi et de revenir en France entre 1640 et 1642. Il préfère finalement repartir à Rome où il réside jusqu'à sa mort.
Poussin est l'un des plus grands maîtres classiques de la peinture française et, bien qu'il ait eu très peu d'élèves, son influence est considérable sur celle-ci, de son vivant et jusqu'à nos jours. Entre 220 et 260 tableaux lui sont attribués, ainsi que près de 400 dessins.

## Biographie

### Enfance et débuts
Nicolas Poussin naît en juin 1594 au hameau de Villers dans l'actuelle commune des Andelys. Il est le fils de Jean Poussin (né vers 1555-1560), né d'une petite famille noble de Soissons et arrivé en Normandie après la prise de Vernon en 1590 pendant les guerres de religion. Sa mère est Marie de Laisement (née vers 1560), la fille d'un échevin de la ville et jeune veuve quand elle se marie à Jean en 1592. Nicolas Poussin est leur fils unique. Il suit des études probablement dans une école élémentaire puis dans un collège, peut-être à Vernon ou à Rouen. Dans cette dernière ville, le collège est tenu par les Jésuites, ce qui pourrait expliquer sa proximité au cours de sa vie avec cet ordre. Il est de retour dans sa famille dans les années 1609-1612 et y pratique le dessin. Le peintre amiénois Quentin Varin, qui travaille alors aux peintures d'autel de l’église Notre-Dame du Grand-Andely, aurait encouragé ses parents à le laisser pratiquer son art dans lequel il manifeste déjà un grand talent. Rien ne prouve cependant qu'il suit un apprentissage en bonne et due forme auprès de cet artiste, dont le style maniériste tardif ne permet pas de voir en lui le maître de Nicolas Poussin, ou bien de Noël Jouvenet, un peintre rouennais qui s'est pourtant vanté de lui avoir donné ses premiers rudiments de peinture.
En 1612, il quitte la demeure familiale sans l'autorisation de sa famille. Il se rend à Paris sans ressources, trouve comme protecteur un gentilhomme du Poitou, jamais identifié, qui l'accueille chez lui et lui donne les moyens d'étudier la peinture. C'est à ce moment qu'il entre dans l'atelier  de Georges Lallemant de Lorraine où il ne reste qu'un mois, puis chez Ferdinand Elle de Malines, portraitiste alors en vogue, mais n'y reste pas longtemps. Il rencontre aussi Alexandre Courtois, valet de chambre de Marie de Médicis et grand collectionneur. Celui-ci lui montre des estampes de Raphaël et de Jules Romain, le confrontant pour la première fois à l'art italien. Vers 1614, son protecteur poitevin l'emmène avec lui dans le Poitou. Mal accueilli sur place et pris pour un domestique, il s'enfuit et parvient à revenir à Paris par ses propres moyens. Il passe alors par Blois et Cheverny où il réalise les tableaux du retable et quelques commandes de Bacchanales. Sans argent et malade, il retourne aux Andelys. Il conserve une santé fragile tout au long de sa vie.

### Premières années à Paris et premiers voyages

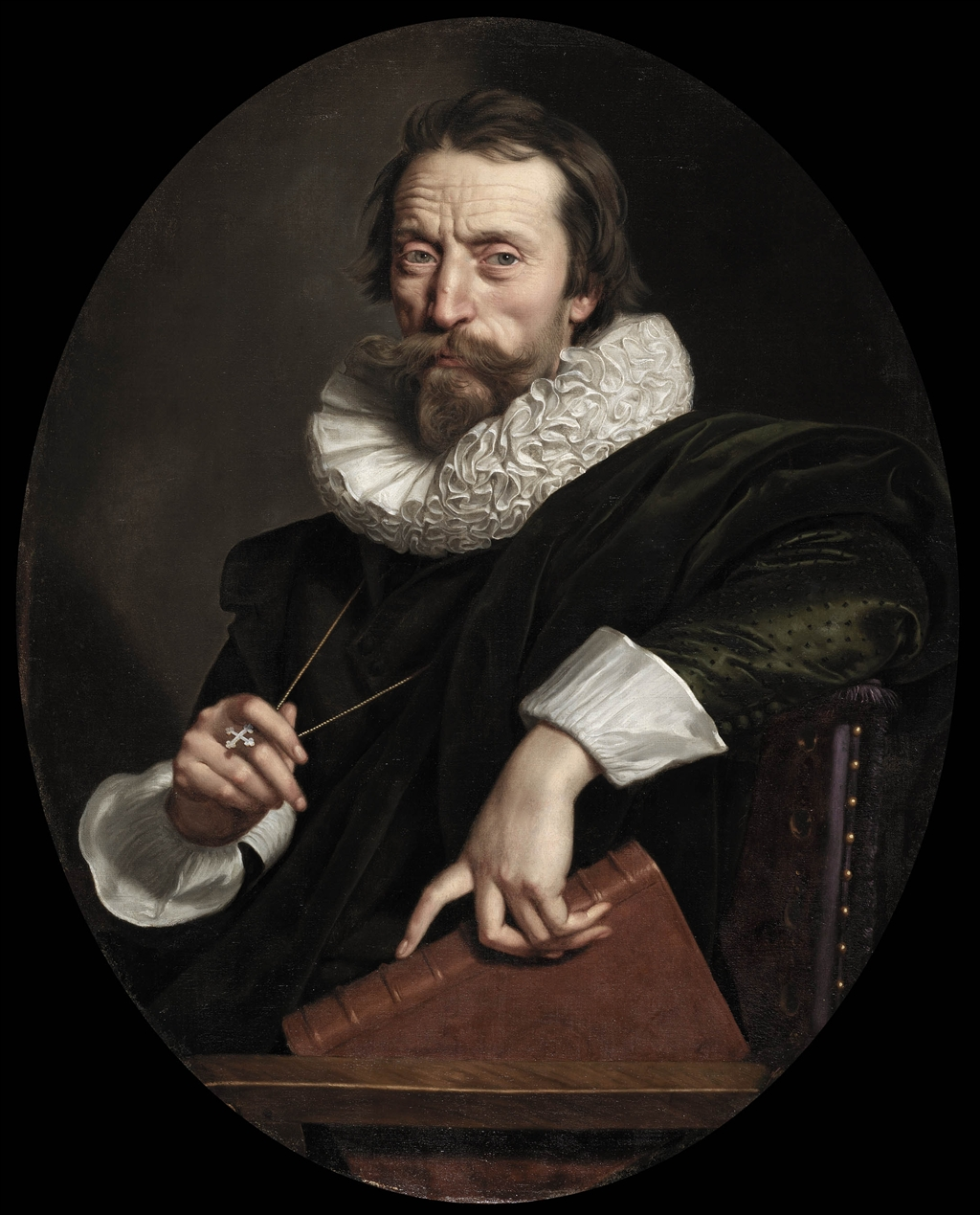
Le Cavalier Marin, par Frans Pourbus le Jeune.

Il est de retour à Paris en 1616-1617 et côtoie peut-être Alexandre Courtois et la cour. Quentin Varin est alors lui aussi le protégé de Marie de Médicis. Cette dernière est pourtant envoyée en exil à Blois entre 1617 et 1619. C'est à cette période qu'il effectue son premier séjour en Italie. Il tente d'aller jusqu'à Rome, mais s'arrête à Florence, où il voit probablement des œuvres de Michel Ange, Giorgio Vasari et ses contemporains Alessandro Allori, ou Lodovico Cigoli. De retour à Paris, en septembre 1618, il habite rue Saint-Germain-l'Auxerrois chez l'orfèvre Jehan Guillemin chez qui il laisse un loyer impayé en juin 1619.
Il se rend à Lyon où il séjourne pendant plusieurs mois, il loue une maison rue Désirée, le 12 mars 1622. Un marchand-fabricant de velours originaire de Milan, Silvio Reynon acquiert plusieurs tableaux , dont La mort de Chioné qu'il peint probablement à cette période. C'est la première œuvre connue de l'artiste.
De retour à Paris, il répond à une commande pour le collège des Jésuites de Paris durant l'été 1622 à l'occasion de la canonisation de saint Ignace de Loyola et saint François-Xavier en peignant six grandes toiles à la détrempe (aujourd'hui disparues). Ces peintures constituent son premier grand succès public, ce qui lui permet de bénéficier de nouvelles commandes. Il habite alors au collège de Laon, où il fait la connaissance de Philippe de Champaigne avec qui il se lie d'amitié. Poussin attire l'attention du Cavalier Marin, le poète italien attiré à Paris par Marie de Médicis. Le poète lui fournit un logement et lui commande plusieurs dessins, encore conservés dans la Royal Collection. Poussin est ensuite embauché dans l'équipe chargée de la décoration du palais du Luxembourg, construit pour la reine mère. Il reçoit aussi des commandes comme celle de Jean-François de Gondi (La Mort de la Vierge) pour un retable de la cathédrale Notre-Dame de Paris. Le Cavalier Marin ayant regagné l'Italie en avril 1623, cela encourage sans doute le peintre à partir vers Rome, projet qu'il réalise à la fin de l'année ou au début de l'année suivante.

### Débuts à Rome

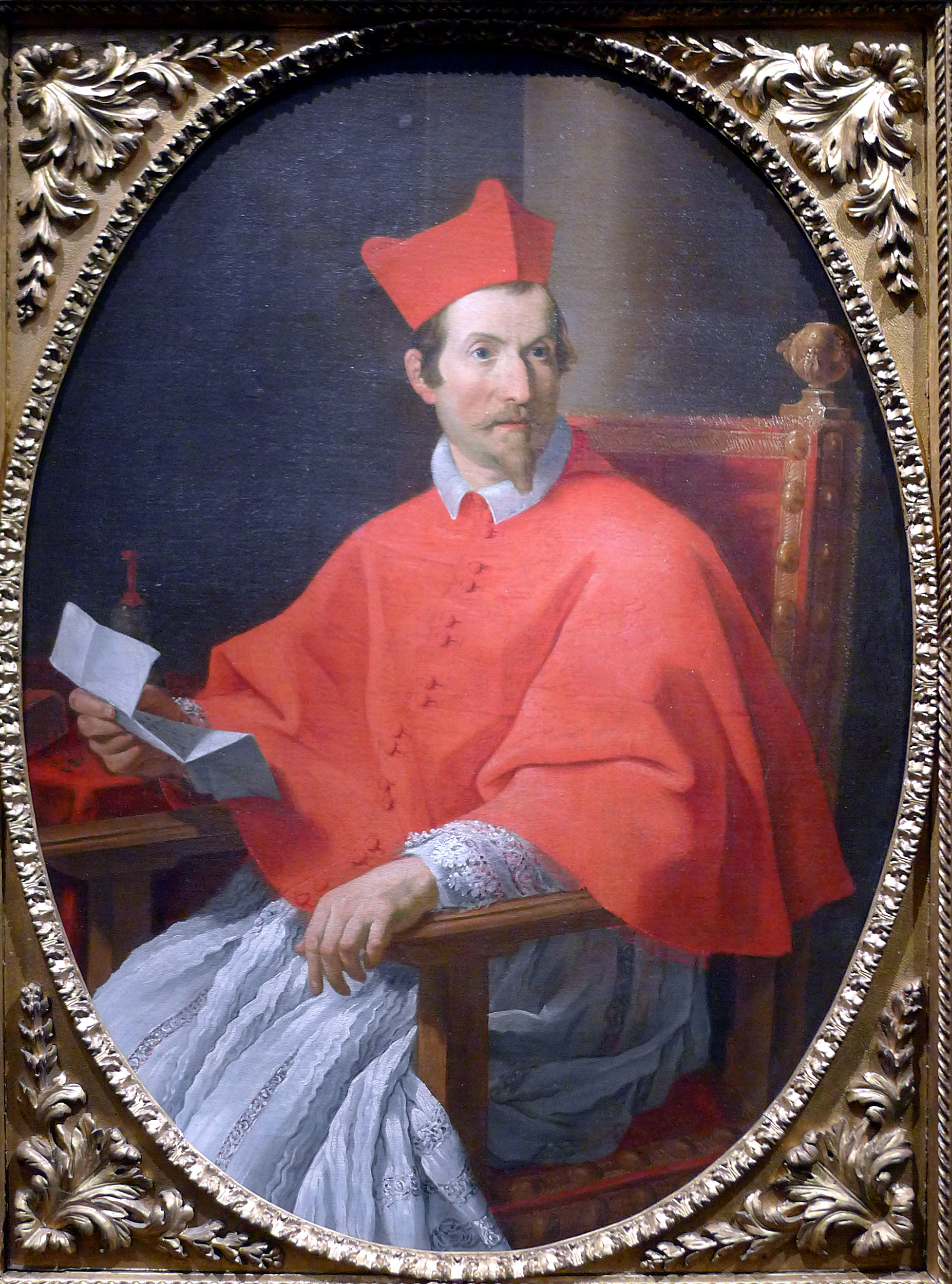
Francesco Barberini, par Andrea Sacchi.

Ses débuts à Rome sont assez mal connus. Il fréquente apparemment les milieux des peintres français dans la Ville éternelle, dominés alors par Simon Vouet. A Pâques 1624, il participe à un banquet avec lui ainsi qu'en présence de Jean Lemaire ou Jacques de Létin. Au même moment, le Cavalier Marin l'introduit auprès du cardinal Francesco Barberini, neveu du pape, et auprès de ses proches, Cassiano dal Pozzo et Marcello Sacchetti, tous deux grands amateurs de peintures. Barberini lui commande sans doute La Destruction du temple de Jérusalem, mais il part dès mars 1625 avec Dal Pozzo en ambassade d'abord en France, puis en Espagne. Le Cavalier Marin meurt à ce moment-là et Poussin perd tous ses protecteurs. Le peintre vit alors seul, pauvre et malade. Il retrouve la santé chez un compatriote, Jacques Dughet, pâtissier dans la ville. En 1626, il habite avec un peintre français du nom de Pierre Mellin et le sculpteur François Duquesnoy avec qui il étudie les antiques.
En septembre 1626, il est chargé avec Valentin de Boulogne d'organiser la fête de l'académie Saint-Luc des peintres de Rome, dirigée par Vouet. C'est le signe d'une reconnaissance par ses pairs. Il fait alors partie des peintres français les plus en vue dans la cité papale, surtout après le départ de Vouet pour la France en juin 1627. La deuxième commande de Barberini, La Mort de Germanicus, achevée en 1628, connait un grand retentissement. Ces premières années romaines sont une période de production intense pour Poussin. Un tableau lui est commandé pour un retable de la basilique Saint-Pierre de Rome cette même année (Le Martyre de saint Érasme). Il travaille ensuite à plusieurs reprises pour la cour d'Espagne. Il manque l'attribution du décor de la chapelle de la Vierge de l'église Saint-Louis-des-Français de Rome au profit de Charles Mellin. Le 9 août 1630, il se marie avec Anne-Marie Dughet, s'installant définitivement dans la vie confortable de sa maison de la via Paolina,,,. Poussin adopte par la même occasion deux des jeunes frères de son épouse, et il fait d'eux ses élèves,. Grâce à l'enseignement du peintre, Gaspard Dughet devient un peintre paysagiste reconnu et Jean Dughet devient quant à lui un graveur plutôt habile,. Ce dernier devient également l'homme d'affaires, le secrétaire et le bras droit de Poussin. Il renonce aussi aux grandes commandes des églises ou couvents pour ne plus répondre qu'aux demandes des amateurs et mécènes particuliers.

### Succès romain (années 1630)

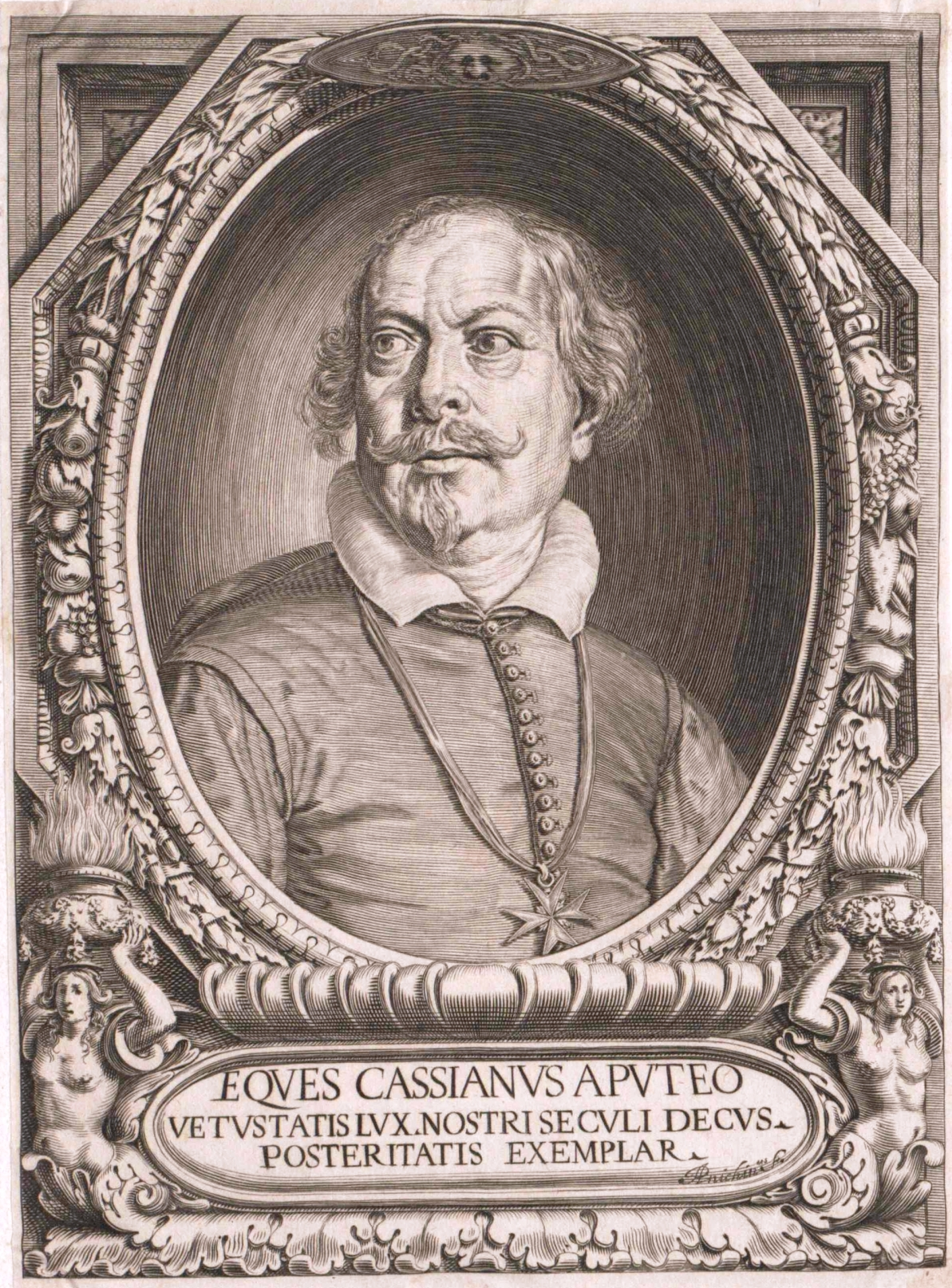
Portrait de Cassiano dal Pozzo.

Poussin, bénéficiant d'une grande renommée, obtient de nombreuses commandes, mais se crée aussi un petit cercle de mécènes fidèles pour qui il peint ses plus grands tableaux : Cassiano dal Pozzo, Gian Maria Roscioli, Giulio Rospigliosi, le futur Clément IX. Il travaille à cette époque pour des commanditaires français : en premier lieu Charles II de Créquy, l'ambassadeur français, qui contribue sans doute à le faire connaître dans son pays d'origine, après son retour à Paris en 1634. Aussitôt, le cardinal Richelieu lui commande ses Quatre Bacchanales pour son château du Poitou. Le secrétaire d'État Louis Phélypaux de La Vrillière, Paul Fréart de Chantelou et le peintre Jacques Stella, qu'il a connu à Rome, font  partie de ses commanditaires. La correspondance du peintre avec ces différentes personnes permet de bien connaître son travail à cette époque.
En 1638, François Sublet de Noyers devient surintendant des bâtiments du roi et engage une politique de mécénat royal, avec l'aide de son cousin Fréart de Chantelou. Ils tentent d'attirer à Paris les meilleurs artistes français installés à Rome dont Poussin, par l'intermédiaire de son ami Jean Lemaire. Nicolas Poussin hésite longtemps après avoir reçu une lettre officielle du roi le 15 janvier 1639. Fréart de Chantelou vient le chercher en personne en mai 1640 et repart avec lui en novembre de la même année.

### Séjour parisien (1640-1642)
Cette période, très active pour le peintre, est très bien connue grâce à sa correspondance, et aux nombreux témoignages parisiens. Dès son arrivée, il est installé dans un petit pavillon des Tuileries par Sublet de Noyers, et présenté au cardinal Richelieu qui lui commande aussitôt des tableaux pour son palais parisien (Moïse devant le buisson ardent et Le Temps et la Vérité) puis au roi Louis XIII au château de Saint-Germain-en-Laye qui lui commande à son tour un tableau pour la chapelle du château (L'Institution de l'Eucharistie) et un autre pour celle du château de Fontainebleau (jamais réalisé). Il obtient le 20 mars 1641 le brevet de « premier peintre ordinaire du roi » et la direction générale de tous les ouvrages de peintures et d'ornements pour l'embellissement des maisons royales, avec 3 000 livres de gages. Il travaille à l'ordonnance de la grande galerie du palais du Louvre. Il reçoit une commande pour le noviciat des Jésuites de Paris (Le Miracle de saint François-Xavier). Il prend même le temps d'achever la commande des Sept sacrements voulue par Cassiano dal Pozzo. Il subit cependant de nombreuses critiques de la part des autres peintres du roi dont Simon Vouet, notamment pour ses projets pour le Louvre, ce qui l'affecte gravement. Par ailleurs, ses nombreuses sollicitations lui laissent très peu de temps pour renouer avec ses proches notamment en Normandie, et pour réfléchir à son art. Dès le mois de juillet 1642, il annonce à Sublet de Noyers son intention de retourner à Rome. Il rédige son testament le 20 septembre, déclarant les enfants de sa demi-sœur Marie comme héritiers. Il part effectivement pour l'Italie, le 5 novembre, il arrive à Rome.

Poussin à Paris
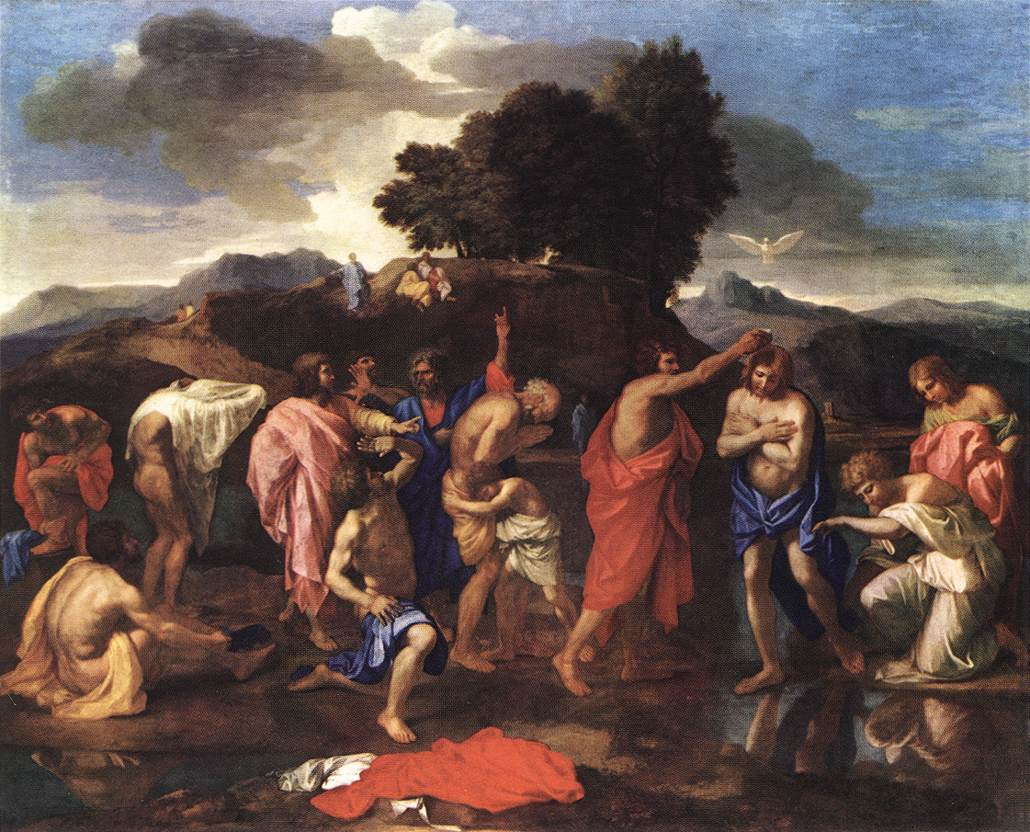
Le Baptême, tableau de la série des Sept Sacrements, 1642
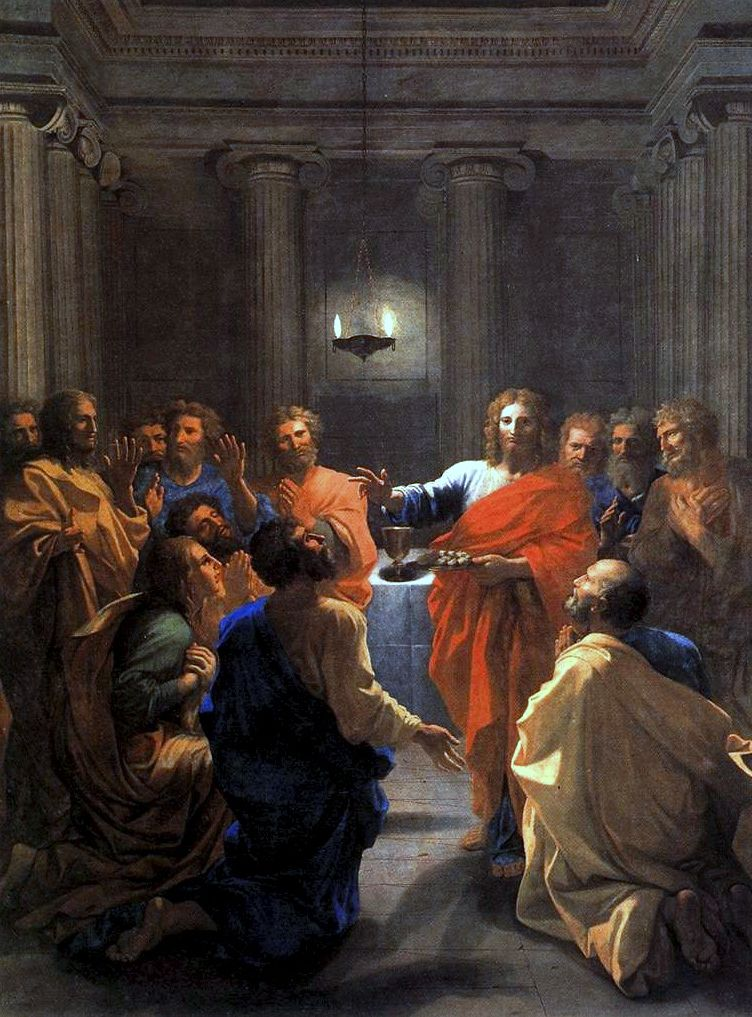
L'Institution de l'Eucharistie, tableau commandé par Louis XIII pour la chapelle du château de Saint-Germain-en-Laye, 1641, Louvre.
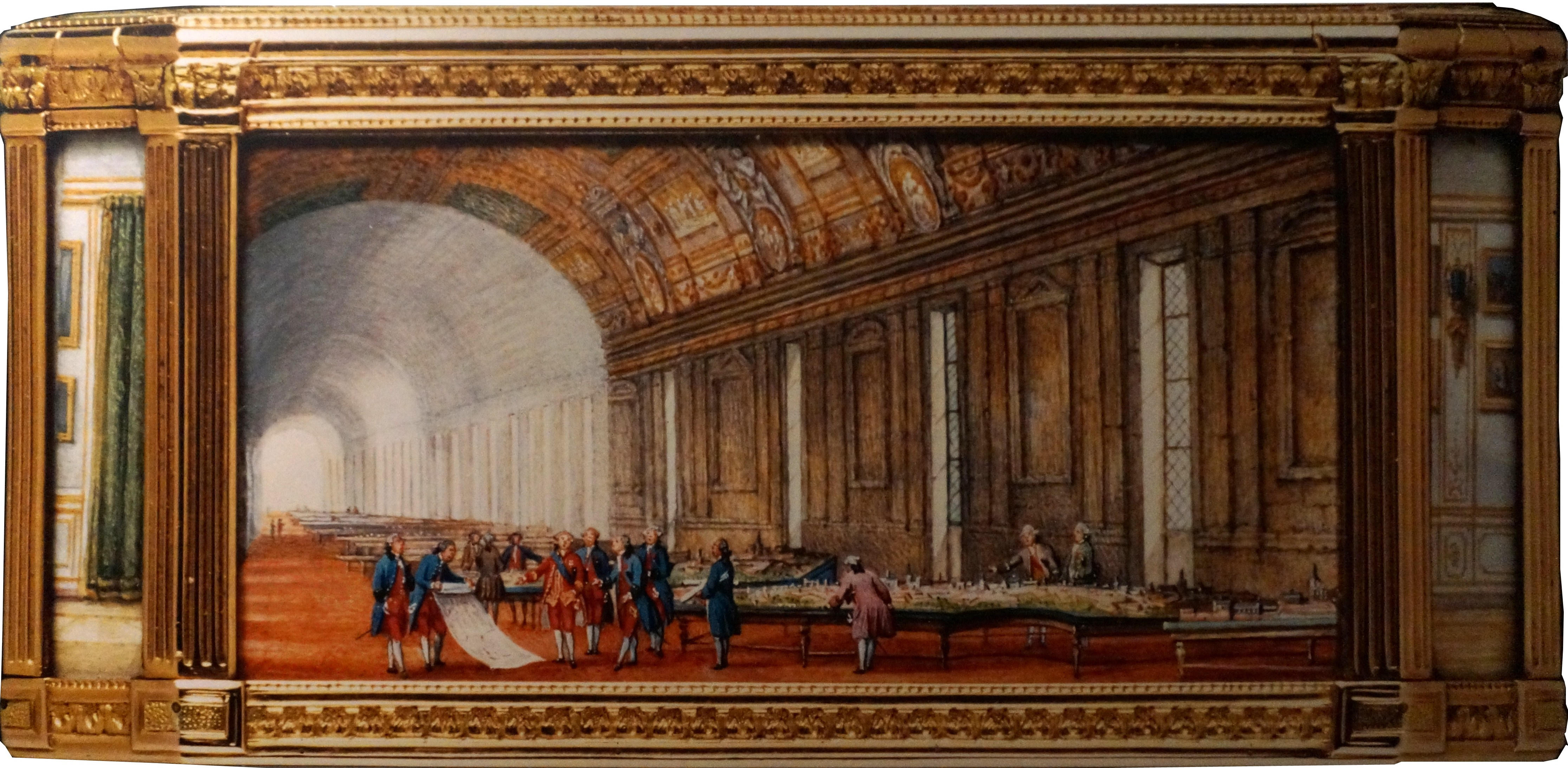
Le projet d'aménagement par Poussin sur la tabatière Choiseul.

### Maturité et déclin

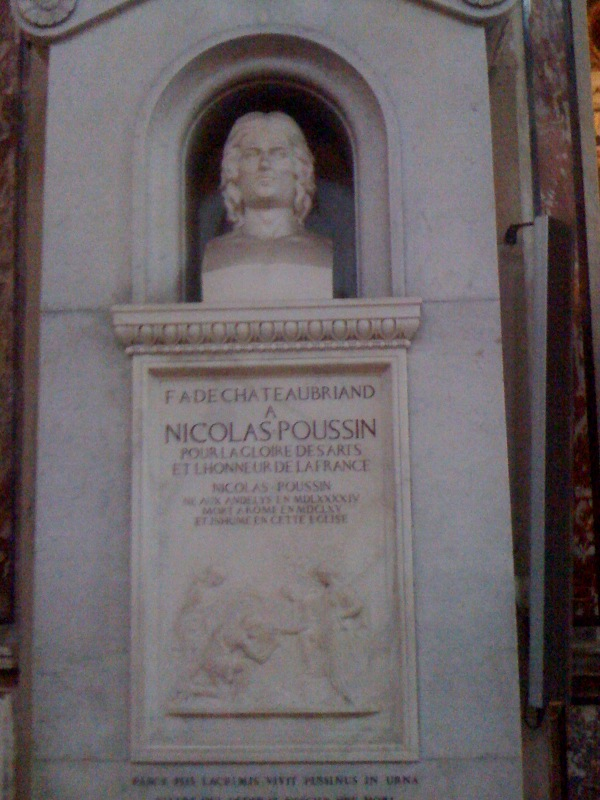
Plaque commémorative Nicolas Poussin à San Lorenzo in Lucina.

Poussin semble espérer un temps pouvoir revenir en France. Il continue d'envoyer des dessins pour la galerie du Louvre, réclame des sommes impayées pour des travaux parisiens, tente de conserver son pavillon des Tuileries, mais la mort de Richelieu puis celle du roi et la mise à l'écart de Sublet de Noyers ruinent définitivement cet espoir. Après la mort d'Urbain VIII, les Barberini doivent fuir en France, mais il conserve ses liens étroits avec Dal Pozzo. Sa santé demeure fragile et sa main tremble, mais il continue de mener une vie paisible. Fréart de Chantelou vient le visiter à Rome et lui commande, en 1643, une nouvelle série des Sept sacrements qui l'occupe pendant quatre ans. En 1647, arrive dans la ville André Félibien, secrétaire du nouvel ambassadeur français qui devient l'ami de Poussin. Il rencontre aussi Louis Fouquet, frère du surintendant des finances, en mission dans la ville qui, de retour à Paris, lui obtient la confirmation de son brevet de peintre du roi et le paiement des sommes dues par l'administration royale. Il se lie d'amitié avec de jeunes peintres qu'il protège ou conseille. Outre Gaspard Dughet, son jeune beau-frère, il fréquente Charles Le Brun pendant son séjour de trois ans à Rome.
Sa production apparait de moins en moins fournie, à partir du milieu des années 1640. Outre les Sept Sacrements, il peint des séries de paysages qui remportent un grand succès auprès des clients parisiens, mais aussi des Nativité, des Sainte Famille. En 1657, la mort de son plus fidèle mécène, Cassiano dal Pozzo l'affecte profondément. Cela marque le début d'une longue déchéance physique avec une main qui tremble de plus en plus. Il décline le titre de prince de l'académie de Saint-Luc la même année, mais il continue son travail jusqu'à la fin de sa vie, notamment sur la série des Saisons. Il reçoit encore de nombreux visiteurs français et des commandes de collectionneurs romains. Les commanditaires français deviennent  les plus nombreux, particulièrement Jean Pointel et Jacques Serizier qu'il a connus lors de son dernier séjour parisien et qui deviennent par la suite ses amis. Il termine sa vie très riche, mais avec un train de vie très simple. Sa femme meurt en 1664. Il rédige alors un nouveau testament rééquilibrant son legs en faveur de ses neveux romains en 1664, puis un dernier testament en 1665 largement favorable à ces derniers.
Il meurt à Rome le 19 novembre 1665. Il est enterré dans la basilique San Lorenzo in Lucina,.

## Son œuvre

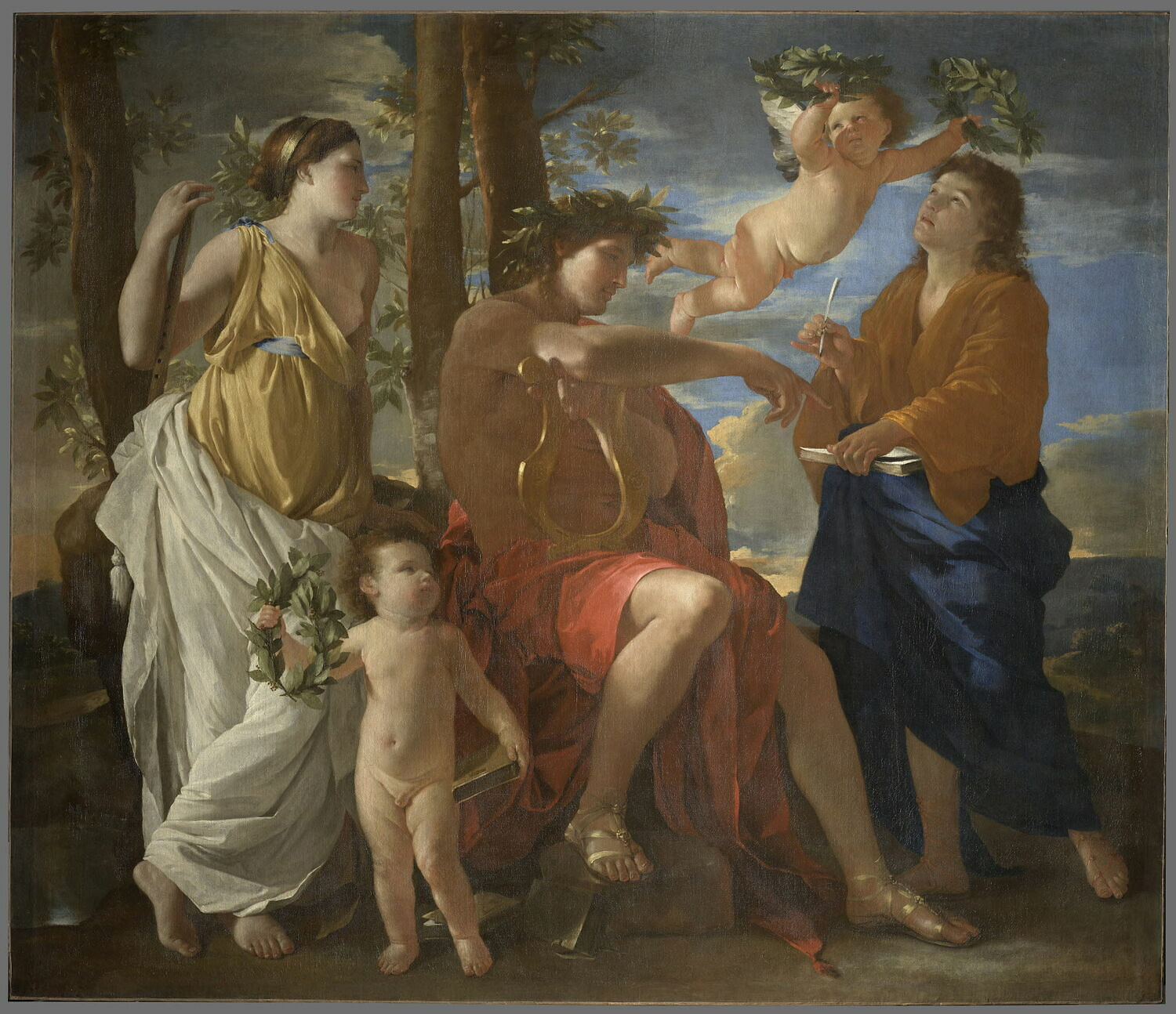
L'Inspiration du poète, vers 1627-1629, Louvre.

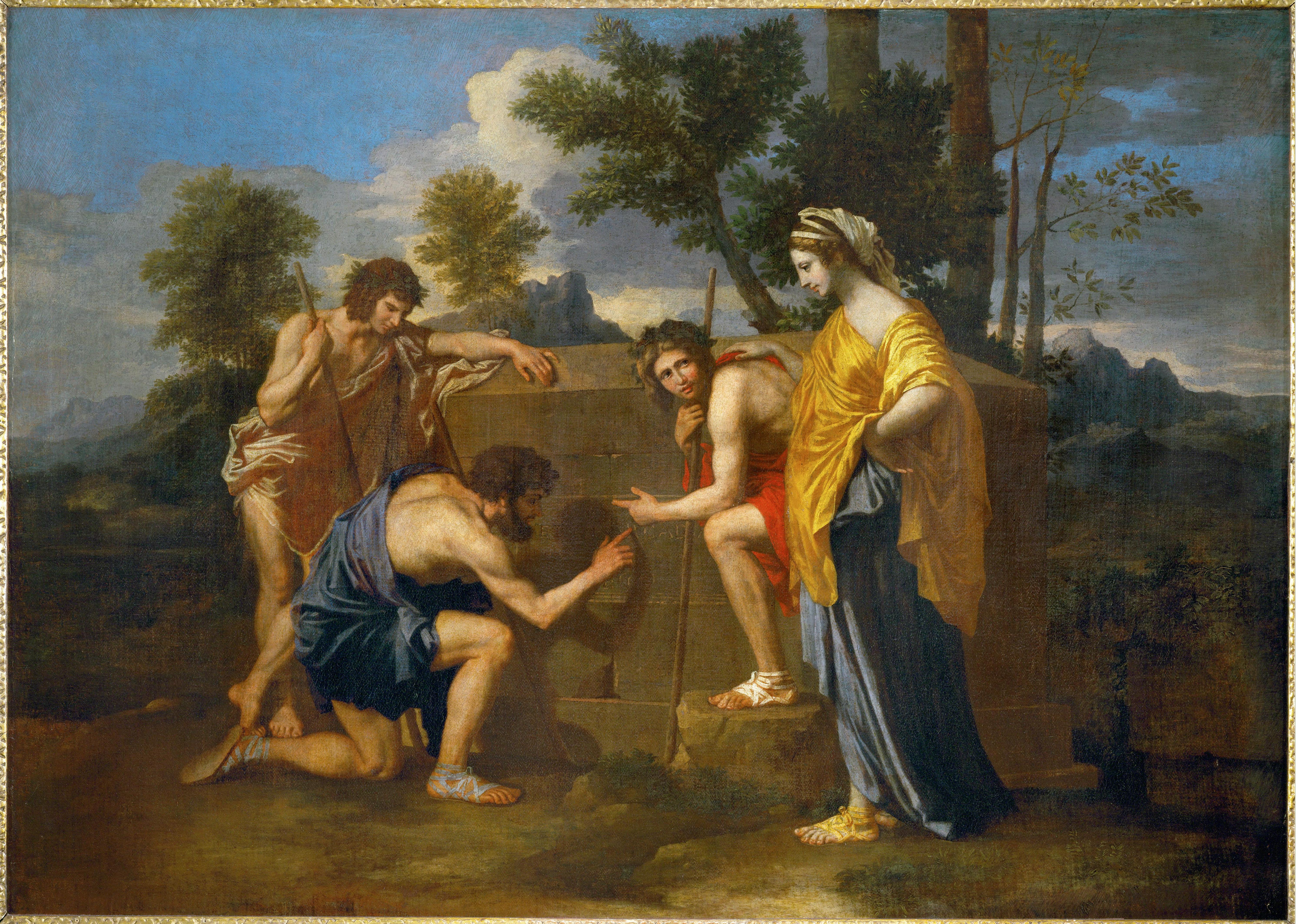
Les Bergers d'Arcadie (Et in Arcadia ego), 1638-1639, Louvre.

La richesse de ses compositions et la beauté de ses expressions l’ont fait surnommer Le peintre des gens d'esprit.
Il recherchait le bon goût de l'antique en y associant quelquefois ou en y ramenant les formes de la nature et celles de l'art ; Nicolas Poussin s'attacha principalement aux beautés expressives, comme peignant par un trait vif et précis le langage de la pensée et du sentiment : aussi recherchait-il dans l'antique ce bel idéal ou intellectuel, en même temps que moral, qui lui faisait choisir les sujets historiques les plus propres aux développements nobles et expressifs de la composition et du style. « Nos braves anciens Grecs, inventeurs de toutes les belles choses », explique-t-il dans une lettre de novembre 1647, ne manquaient jamais de s’en remettre à la raison, laquelle « nous astreint à ne pas passer outre certaines bornes, à observer avec intelligence et considération […] l’ordre déterminé par lequel chaque chose se conserve en son essence ».
Dans une lettre, datée de mars 1642, Nicolas Poussin écrit au même interlocuteur : « Les belles filles que vous avez vues à Nîmes ne vous auront, je m’assure, pas moins délecté l’esprit par la vue que les belles colonnes de la Maison Carrée, vu que celles-ci ne sont que de vieilles copies de celles-là », exprimant par là l’idée, chère à Blaise Pascal, son contemporain, selon laquelle il existe un modèle unique de beauté : « Tout ce qui est formé sur ce modèle nous agrée, soit maison, chanson, discours, vers, prose, femme, oiseaux, rivières, arbres, chambres, habits, etc. ». Tout ce qui s’en éloigne déplaît à l’homme de goût.
Au cours de ses nombreuses promenades solitaires, de ses excursions dans Rome, il méditait, observait et notait sur ses tablettes tout ce qui frappait sa vue et son imagination, afin de donner à l'antique, son modèle, la diversité, la vie et le mouvement qui lui manquaient. Il s'instruisait des théories de la perspective dans Matteo Zaccolini, de l'architecture dans Vitruve et Palladio, de la peinture dans Alberti et Léonard de Vinci ; il apprenait l'anatomie non seulement dans Vésale, mais dans les dissections de Nicolas Larche ; le modèle vivant dans l'atelier du Dominiquin, l'élégance des formes dans celui d'André Secchi, enfin les plus beaux faits de poésie et d'histoire dans Homère et Plutarque et surtout dans la Bible. Grande science pour les usages et les costumes des Anciens. Il répéta souvent le même sujet en le multipliant par une disposition nouvelle.
Nicolas Poussin reçut à Rome une des plus grandes faveurs que l'on accordât aux artistes étrangers : celui d'être employé à peindre un tableau représentant le Martyre de saint Érasme, pour être copié en mosaïque, à la basilique de Saint-Pierre de Rome.
Dans la seconde période de sa vie, Poussin exécuta peu de tableaux de grande dimension : d'une conception vive, d'un esprit précis, ses toiles même les plus petites renferment un poème entier. En avançant en âge, il adoucit un peu sa manière, tout en l'agrandissant ; son pinceau devint plus moelleux, l'harmonie plus parfaite, la composition plus riche.

### Influences

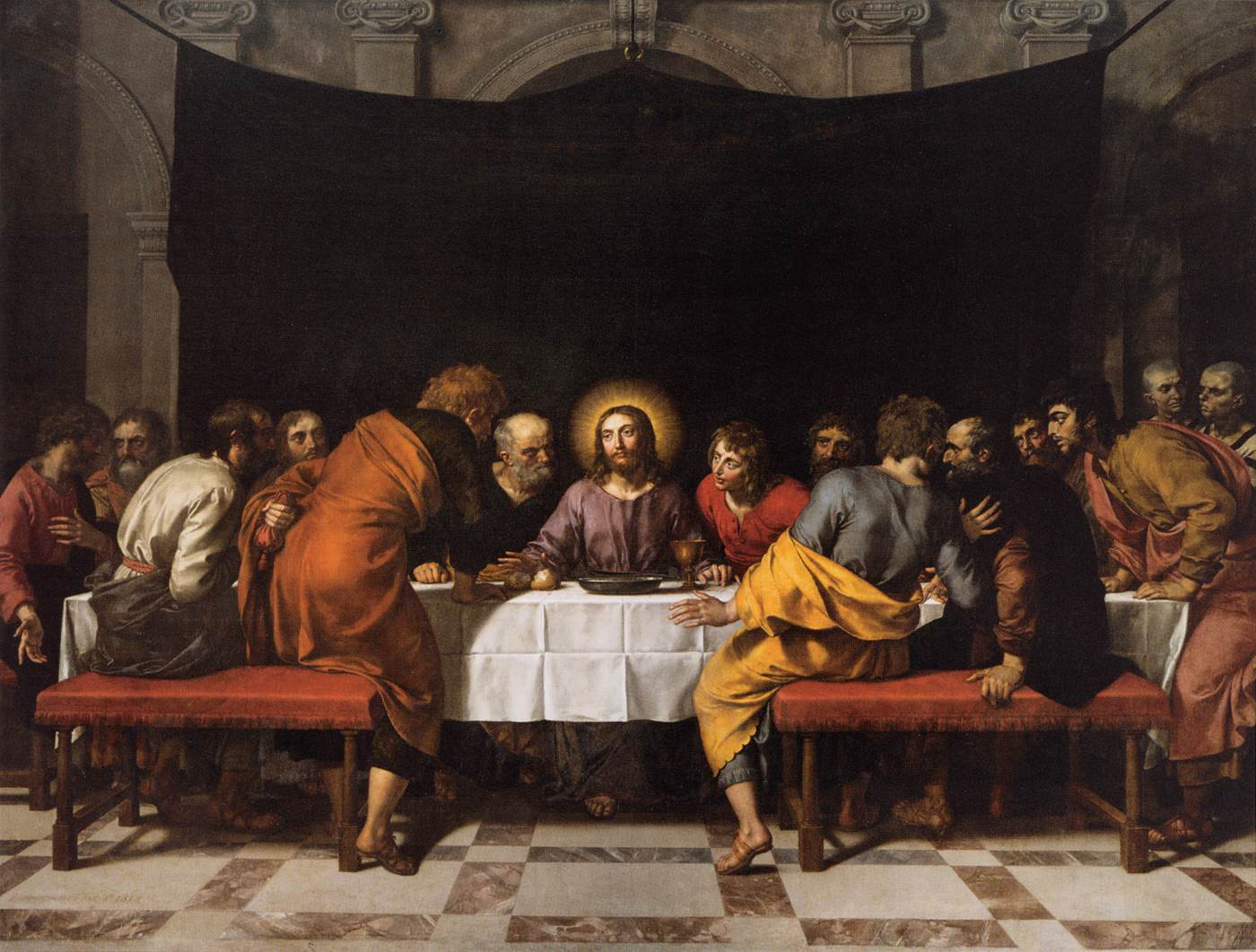
La Cène, de Frans Pourbus le Jeune, Louvre.

Poussin n'a jamais été formé au sein d'un atelier et son style n'est pas véritablement issu d'un milieu ou d'une tradition artistique spécifique. Il existe toutefois un contexte artistique qui a contribué à forger sa peinture. Il reste très peu d'œuvres de sa Normandie natale qui permettraient de connaître le contexte de sa formation de jeunesse. Aucune œuvre n'est conservée de Noël Jouvenet. Seules subsistent trois peintures de Quentin Varin réalisées pour l'église des Andelys (Le Triomphe de la Vierge, le Martyre de Saint Clair, et le Martyre de saint Vincent). Elles sont de suffisamment bonne qualité pour avoir marqué l'artiste dans sa jeunesse par leur sens du récit, leur coloris et leurs drapés. Arrivé à Paris, il trouve la capitale en pleine transition artistique. La ville n'est pas un centre artistique majeur et les commanditaires sont très peu nombreux. La scène artistique est dominée par Frans Pourbus le Jeune. D'après son témoignage, Poussin aurait été durablement marqué par sa peinture de La Cène (1618, musée du Louvre). Il marque une rupture avec le maniérisme qui prédomine l'art français jusqu'au début du XVIIe siècle. Les Noces de Cana peintes par Quentin Varin à l'église Saint-Gervais-Saint-Protais de Paris vers 1616 l'a aussi sans doute marqué. Il s'intéresse aussi très tôt à l'art transalpin, aussi bien par des intermédiaires comme lors de son séjour à Lyon au cours duquel il a peut-être rencontré Horace Le Blanc revenu d'Italie et auteur d'une Transverbération de sainte Thérèse, mais aussi directement lors de son séjour à Florence par l'art des décors de Pontormo et de Giorgio Vasari. Les œuvres les plus précoces conservées de Poussin, les dessins Massimi (Royal Collection, 1622), montrent déjà, par leur maîtrise, une influence italienne totalement assimilée.
Arrivé à Rome, Poussin fréquente des artistes aussi bien français que flamands, lorrains et allemands. Il rejette totalement le caravagisme que suivent pourtant des compatriotes comme Trophime Bigot et préfère le style de Simon Vouet et de ses élèves, tel Charles Mellin, qui sont alors au faîte de leur réputation. Comme ces derniers, il a été marqué par la peinture vénitienne. Il ne les suit cependant que partiellement. Il puise aussi son inspiration chez plusieurs peintres italiens tels que Le Dominiquin dont il fréquente l'académie à Rome. Il admire aussi sans doute les œuvres de Pierre de Cortone, un protégé des Barberini.
Par la suite, au cours de sa carrière et notamment lors de son dernier séjour à Paris, son style se modifie encore, mais plus par opposition à d'autres peintres que par influence. Ainsi, choisi pour des commandes qui doivent être placées à proximité immédiate d'œuvres de Simon Vouet, à la chapelle du château de Saint-Germain-en-Laye ou au noviciat des Jésuites, il rejette le style brillant de ce dernier pour privilégier des compositions sévères et rigoureuses. Une fois revenu à Rome, Poussin reste définitivement à l'écart des évolutions de la peinture de son temps.

### Sa technique

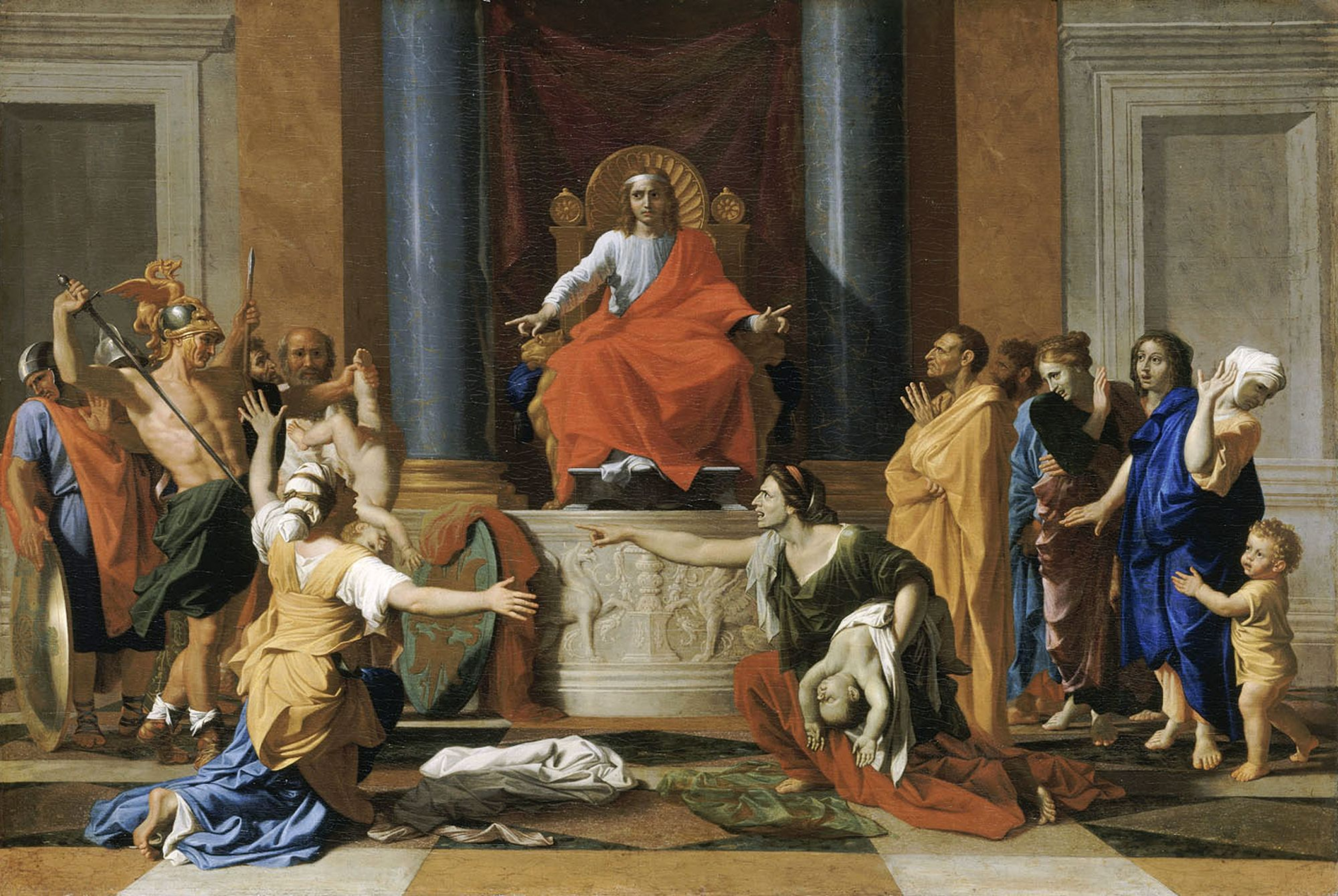
Le Jugement de Salomon, 1648-1649, Louvre.

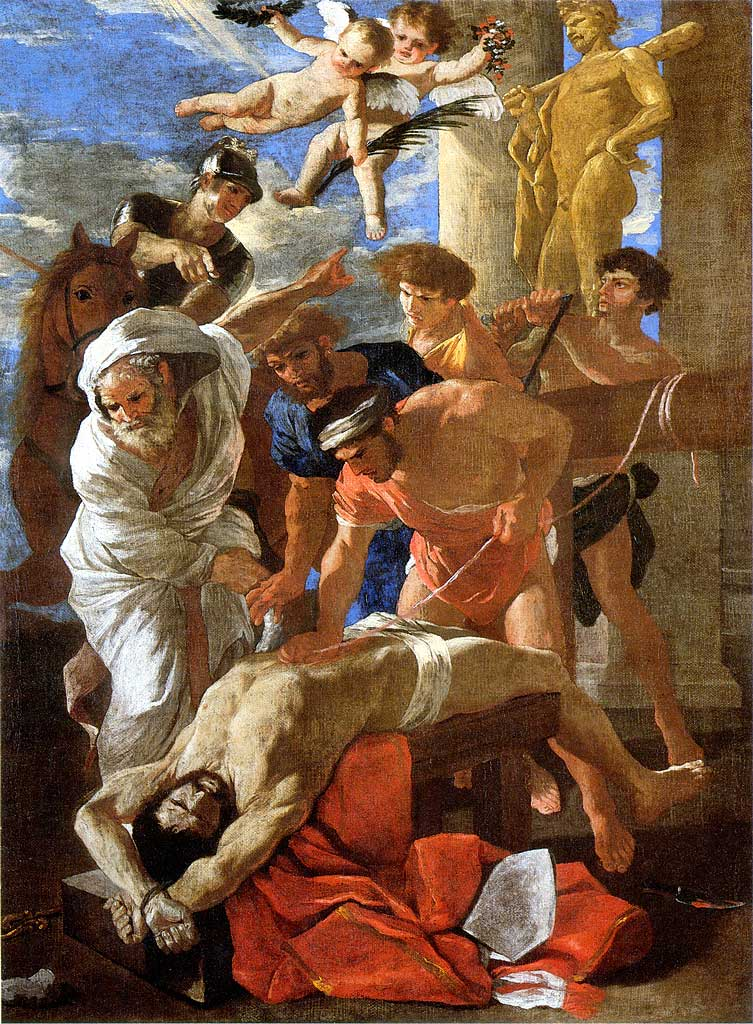
Modello du Martyre de saint Érasme, Musée des beaux-arts du Canada, 1628-1629, Ottawa.

La réalisation d'un tableau pour Poussin commence toujours par un long temps de réflexion indispensable avant l'aboutissement à la peinture. Il lui faut « ruminer la matière » avant de pouvoir parvenir à concevoir l'idée du tableau, particulièrement lorsque le thème a déjà été traité de nombreuses fois. Ce projet se matérialise par un dessin. À l'époque de Poussin, le mot s'écrit dessein et regroupe alors les deux sens du mot. Le dessein du tableau se conçoit par la réalisation d'un dessin. De nombreux dessins de Poussin sont conservés, généralement des esquisses réalisées à la plume et parfois rehaussée de lavis au pinceau. Il s'agit simplement de brouillons du futur tableau, rapidement dessinés à grands traits, sans détails, parfois simplement griffonnés. À l'inverse, il ne réalise jamais d'étude détaillée en vue de la réalisation de la peinture, comme peuvent le faire Simon Vouet ou Annibal Carrache à son époque.
D'après un témoignage du peintre Antoine Leblond de Latour, Poussin utilisait une boite optique afin de préparer l'organisation spatiale de son futur tableau, particulièrement pour disposer les personnages lorsqu'ils étaient nombreux. Il disposait dans cette boite ces personnages sous la forme de petits mannequins qui étaient habillés et le décor ou les paysages étaient modelés en cire. Il disposait ensuite la boite en fonction du point de vue du spectateur final. Cet usage d'une boite peut expliquer l'aspect théâtral de certains tableaux de la période de maturité. Cela lui permet de contrôler totalement la structure de son tableau.
Ensuite, Poussin attaque directement le tableau définitif sans réaliser d'esquisse peinte. La seule exception connue est Le Martyre de saint Érasme, car cette peinture destinée à la basilique Saint-Pierre a nécessité de présenter un modello avant sa réalisation (actuellement conservé au Musée des beaux-arts du Canada). Cette phase de peinture sur le chevalet peut durer très longtemps. Ainsi, La Confirmation de la seconde série des Sept Sacrements (Galerie nationale d'Écosse) a été commencée en 1644, mais n'est achevée que le 10 décembre 1645. Poussin peint la plupart du temps sur toile. Seules  sont connues deux peintures sur cuivre, dans les années 1620 (Le Jardin des oliviers, coll. part.). Quelques petits formats sont  peints sur bois, dont une série sur le thème de la vie du Christ (Noli Me Tangere, L'Annonciation et La Nativité de Bavière). Chaque toile est recouverte le plus souvent d'une préparation rougeâtre, plus rarement d'une préparation claire, pour servir de base chromatique au tableau. L'architecture est disposée d'une manière rigoureuse, à l'aide d'un compas et d'une règle, les personnages étant disposés seulement dans un second temps. Chaque détail est peint ensuite à part.
La peinture est placée par couches fines, chaque couche étant laissée séchée longuement. Il évite aussi l'utilisation des glacis. De ce fait, ses peintures ont généralement bien vieilli, sans craquelures importantes. Une fois le tableau achevé, il prend grand soin à son emballage, à son expédition vers la France pour ses commanditaires généralement par un voyage en bateau sur la mer puis le fleuve jusqu'à Lyon. Les toiles sont généralement transportées roulées puis remontées sur leur châssis une fois arrivées à destination et vernies. Jacques Stella, grand ami du peintre, s'est à plusieurs reprises chargé de cette dernière opération délicate. Poussin donne aussi des consignes quant au choix du cadre. Toutes ces informations sont bien valables surtout pour la période de maturité. Sa technique ne s'est véritablement mise en place qu'à partir des années 1630.

### Évolution des attributions et du catalogue de ses œuvres

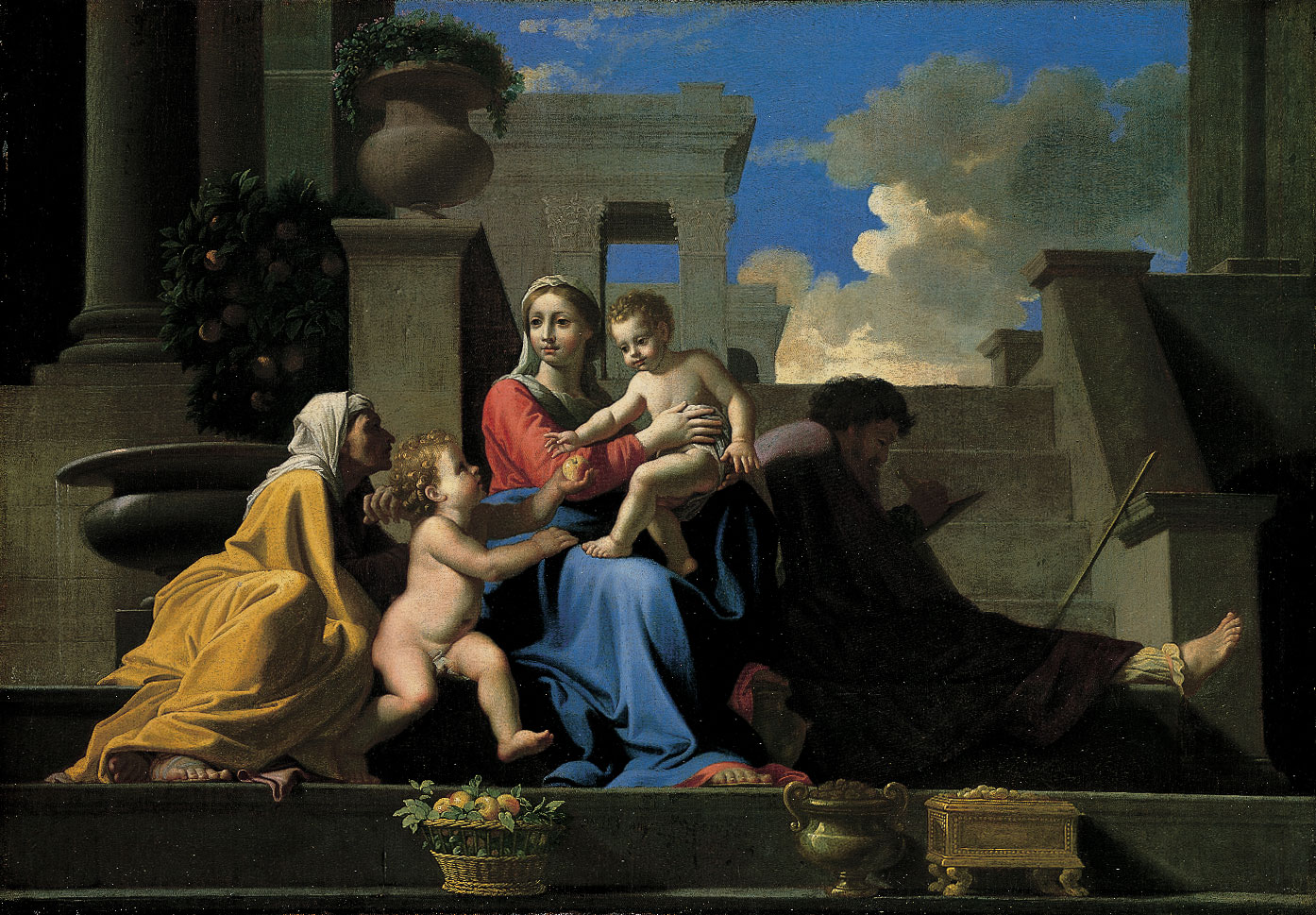
La Sainte Famille à l'escalier, 1648, Cleveland Museum of Art et Louvre.

Selon Jacques Thuillier, « Il n'est guère de catalogue plus complexe, plus malaisé à établir que celui de Poussin ». Dès son arrivée à Rome, ses tableaux sont copiés ou pastichés. Une fois son succès établi, ses toiles atteignent rapidement des prix très élevés et incitent les marchands à donner son nom à des toiles d'origines diverses. Les collectionneurs n'hésitent pas à faire authentifier les œuvres directement auprès de Poussin de son vivant, comme c'est le cas de Balthasar de Monconys en 1664. Dès la mort du peintre, les attributions fantaisistes se multiplient, y compris dans les grandes collections romaines comme celle de Cassiano dal Pozzo. Elles décuplent au cours des XVIIIe siècle et XIXe siècle. Ainsi, au milieu du XIXe siècle, le musée Fabre à Montpellier pense conserver une quinzaine de Poussin dans ses collections, désormais un seul de ces tableaux lui est encore attribué. Ses œuvres ont longtemps été confondues avec celles d'autres peintres français contemporains installés à Rome : Charles Mellin, Charles Errard, Charles-Alphonse Du Fresnoy ou encore Jean Lemaire.
Le premier catalogue raisonné de ses œuvres est établi par Pierre-Marie Gault de Saint-Germain en 1806 et contient 129 numéros pour les tableaux. John Smith établit le sien en 1837 avec cette fois-ci 342 peintures recensées. Il faut ensuite attendre Émile Magne en 1914 en même temps que Otto Grautoff. Anthony Blunt publie le sien en 1966 pour la peinture et 1974 pour les dessins. Cette même année, Thuillier propose un nouveau catalogue des peintures limité à 224 tableaux, mis à jour en 1994 avec 250 tableaux. Pierre Rosenberg annonce la publication d'un nouveau catalogue raisonné en 2019.

## Postérité

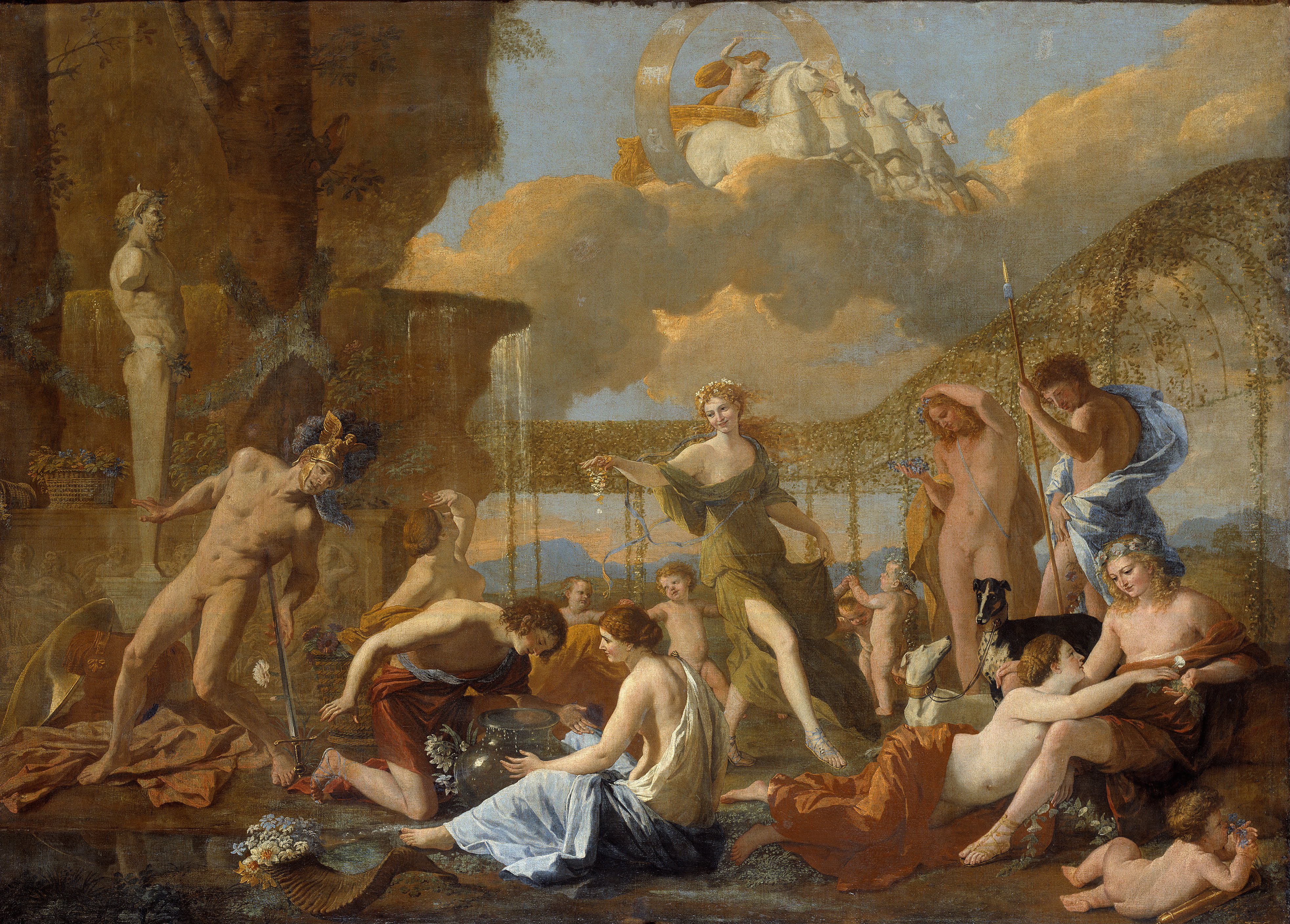
L'Empire de Flore, 1631, Gemäldegalerie Alte Meister, Dresde.

De son vivant, Poussin acquiert une grande renommée, dès l'achèvement de La Mort de Germanicus en 1628 puis le tableau de la basilique Saint-Pierre de Rome l'année suivante. Il fait  partie des peintres les plus célèbres à Rome, mais aussi en France dès les commandes du cardinal de Richelieu en 1634. Sa cote progresse aussi considérablement au cours de sa vie : le premier tableau pour Barberini est payé 60 livres en 1628, mais L'Empire de Flore est payé 300 livres deux ans plus tard. À la vente après le décès de Jean Pointel en 1661, Le Jugement de Salomon atteint 2 200 livres. Au début des années 1660, le duc de Richelieu, petit-neveu du cardinal, possède une grande collection de tableaux de Poussin et leur cession au roi en 1665 forme le noyau de la collection actuelle des tableaux de Poussin au Louvre.

### Juste après sa mort

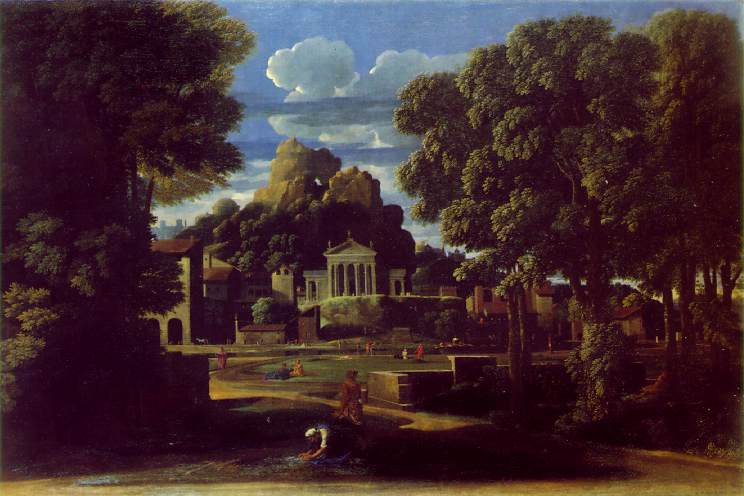
Paysage avec les cendres de Phocion, 1648, Walker Art Gallery, Liverpool.

Dès sa mort, plusieurs écrivains se mettent à rédiger sa biographie. Giovanni Pietro Bellori le retient parmi les douze Vies des peintres, sculpteurs et architectes modernes parues en 1672 et Giovanni Battista Passeri fait de même, bien que son ouvrage ne soit publié qu'un siècle plus tard. En France, André Félibien consacre un volume entier à Poussin dans ses Entretiens sur les vies et sur les ouvrages des plus excellents peintres anciens et modernes parus en 1685. Il devient très vite sa biographie de référence. Roger de Piles et Louis Henri de Loménie de Brienne écrivent sa biographie. Poussin devient le modèle à suivre pour l'Académie royale de peinture et de sculpture qui a été entièrement réorganisée en 1665. Avec la nouvelle mode de la collection de peinture, la cote de Poussin ne cesse de grimper. Esther devant Assuérus est ainsi acheté pour environ 20 000 livres en 1680 par Jean-Baptiste Colbert de Seignelay. De très nombreuses gravures sont tirées de ses œuvres, contribuant à leur diffusion en France et en Europe.
Une véritable querelle entre les poussinistes et rubénistes (terme créé par l'historien d'art Charles-Philippe de Chennevières-Pointel) se manifeste entre les partisans de Pierre Paul Rubens qui privilégient la force de la sensation par les couleurs et les partisans de Poussin, pour qui le dessin permet de privilégier la forme. Elle s'inscrit dans le contexte de la querelle des Anciens et des Modernes.

### AuXVIIIesiècleetXIXesiècle

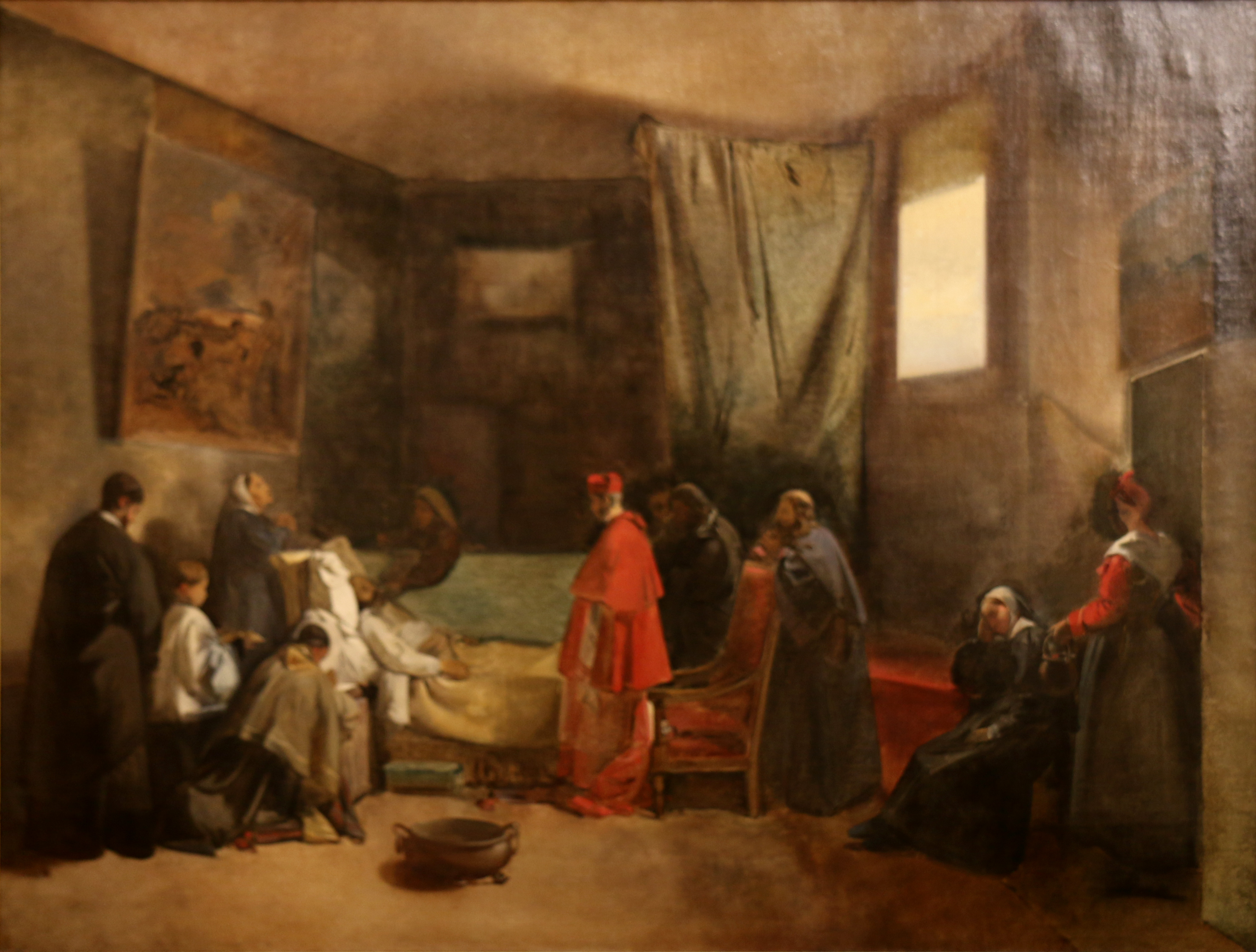
La Mort de Poussin par François Marius Granet, Musée Granet, Aix-en-Provence.

Au cours du siècle suivant, la plupart des tableaux de Poussin quittent l'Italie, le peintre perdant peu à peu sa réputation dans son pays d'adoption. À l'inverse, de grandes collections de peinture européenne intègrent ses plus belles toiles : celle de l'Électeur de Bavière à Munich, celle d'Auguste III de Saxe, ou encore celle de Catherine II de Russie et de plusieurs collectionneurs anglais. En France, Poussin continue d'être étudié et admiré, notamment dans les collections royales, mais aussi par l'enseignement de l'Académie.
En 1796, l'Institut de France, alors récemment créé, remet une médaille à l’effigie de Nicolas Poussin à chaque vainqueur de son grand prix de peinture. Sa statue, qui le représente assis et habillé à l'antique, est commandée avant la Révolution française par le roi à Pierre Julien et finalement exécutée en 1804 (actuel musée du Louvre). Charles Paul Landon publie la même année une Vie de Nicolas Poussin accompagnée de 232 planches gravées de ses œuvres, rééditée en 1809 avec 291 planches. De nombreux faux lui sont alors attribués. Pierre-Marie Gault de Saint-Germain publie pour sa part le premier véritable catalogue de ses œuvres en 1806 avec seulement 129 peintures. La correspondance du peintre est éditée pour la première fois en 1824 par Antoine Chrysostome Quatremère de Quincy. Les artistes continuent de se passionner pour lui : Honoré de Balzac en fait l'un des protagonistes de sa nouvelle Le Chef-d'œuvre inconnu en 1832, Ingres le représente au premier plan de son Apothéose d'Homère de 1827, François Marius Granet en fait son sujet dans La Mort de Poussin présenté au Salon de 1834, et il figure en bonne place dans la fresque de l'hémicycle de l'école nationale supérieure des beaux-arts achevée en 1841 par Paul Delaroche. Par la suite, des peintres aussi divers qu'Eugène Delacroix, Jean-François Millet, Gustave Moreau ou Paul Cézanne étudient ou copient ses œuvres.
Poussin entre parmi les grands hommes représentés sous la forme de statues dans la cour du palais du Louvre (par François Rude, 1857), dans l'escalier d'entrée du musée des beaux-arts de Rouen (par Ernest-Eugène Hiolle), à l'entrée de l'école des beaux-arts, aux Andelys. Une rue est baptisée de son nom à Paris en 1864. Il est véritablement considéré à l'époque comme l'incarnation du génie français, selon certains historiens comme Chennevières.

### AuXXesiècleetXXIesiècle

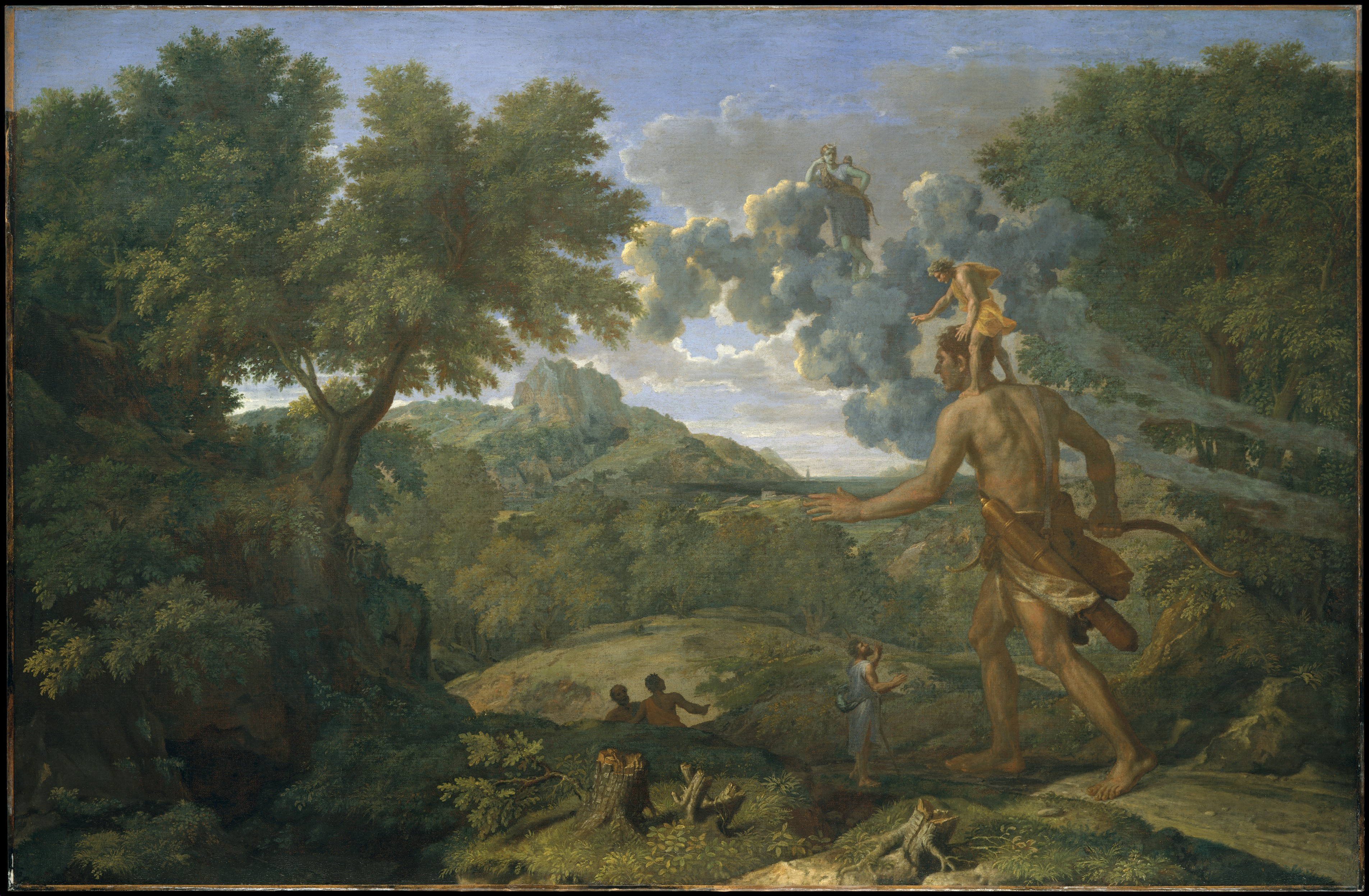
Orion aveugle cherchant le soleil, 1658, Metropolitan Museum of Art, New York.

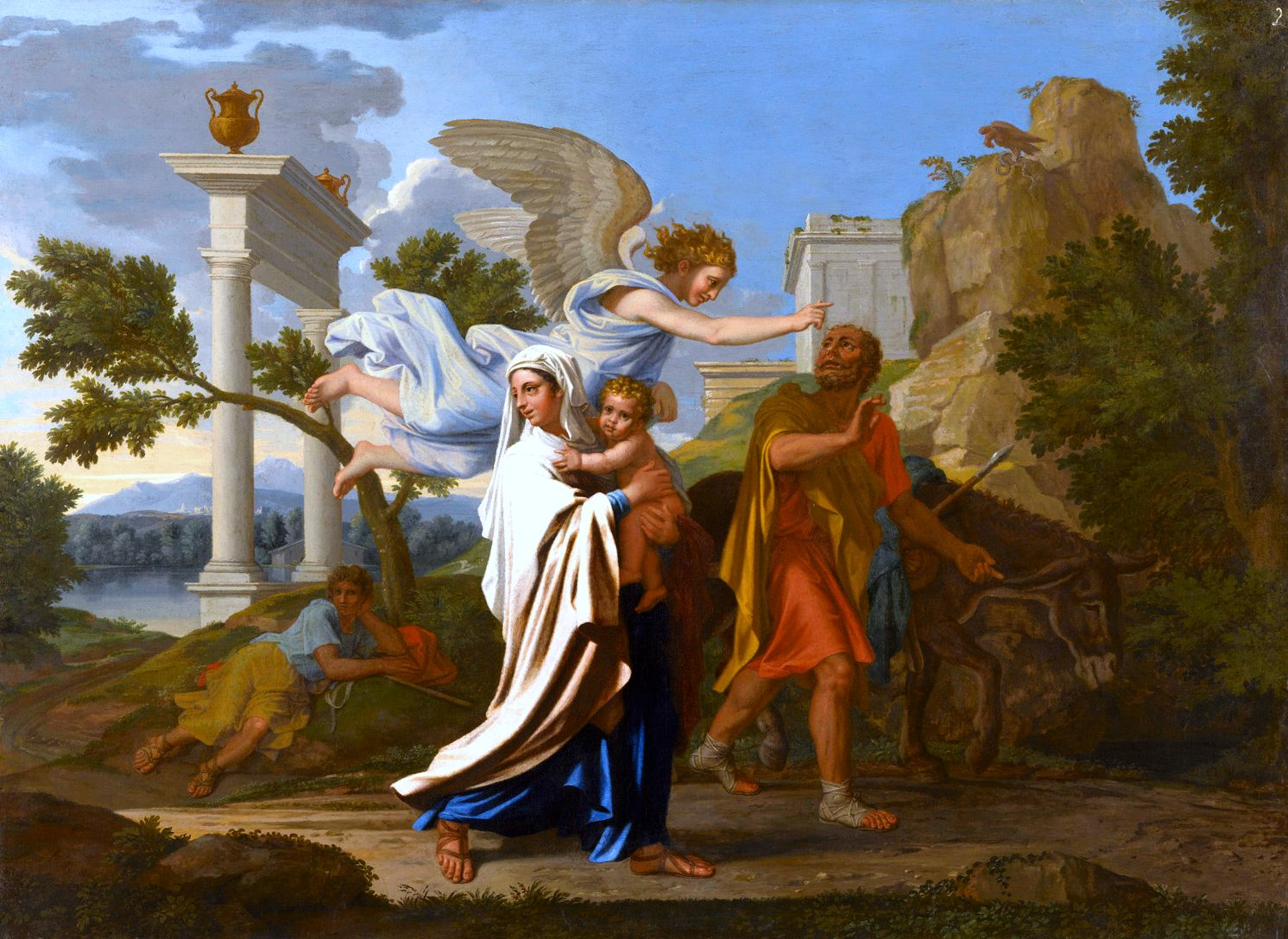
La Fuite en Égypte, 1657-1658, musée des beaux-arts de Lyon.

Au début du XXe siècle, c'est aux États-Unis que  les nouveaux collectionneurs se passionnent pour Nicolas Poussin. De nombreux achats sont effectués par les musées américains en Europe et principalement auprès des collectionneurs anglais. La Mort de Germanicus, est acquise en 1958 par le Minneapolis Institute of Arts auprès des descendants de la famille Barberini à Rome. Une grande exposition monographique est organisée au musée d'art Kimbell de Fort Worth en 1988, pour la première fois outre-atlantique. Sa cote atteint ainsi des sommes considérables : L’Agonie au jardin est adjugée 6 712 500 $, chez Sotheby's à New York le 28 janvier 1999. En 2007, La Fuite en Égypte est acquis par le musée du Louvre, la mairie de Lyon, la région Rhône-Alpes et la participation de 18 mécènes pour le prix de 17 millions d'euros.
Les historiens de l'art se penchent de manière beaucoup plus approfondie sur le maître au début du XXe siècle. Outre la première édition critique de sa correspondance en 1911, trois études fondamentales paraissent en 1914 : elles sont l'œuvre d'Émile Magne en France, de Walter Friedlaender en Allemagne, et d'Otto Grautoff qui fait paraître le premier véritable catalogue raisonné du peintre, fondement des études de Poussin. Le premier tome du catalogue de ses dessins est publié en Angleterre par Friedlaender et Anthony Blunt en 1939. Un grand colloque international consacré à Poussin est organisé à Paris en 1958, suivi de la première grande exposition monographique au musée du Louvre en 1960 par les commissaires Charles Sterling et Anthony Blunt. Ce dernier fait paraître un nouveau catalogue raisonné en 1966 et achève le catalogue des dessins en 1974. Pierre Rosenberg organise à Rouen en 1961 une exposition intitulée Poussin et son temps. Depuis, les expositions et les études se multiplient.
Poussin continue toujours d'influencer les artistes modernes : après Cézanne, il marque les cubistes pour sa cohérence plastique. Pablo Picasso étudie particulièrement la composition du Massacre des Innocents et reprend dans ses dessins l'attitude de certains des personnages, notamment dans Guernica. Herman Braun-Vega réalise en 1974, une série de vingt tableaux sur L'enlèvement des sabines qu'il met en perspective avec des évènements tragiques de son époque. L'un des tableaux de cette série, Poussin au quartier de porc fait partie de la collection du Centre National des Arts Plastiques. Poussin inspire aussi des artistes comme André Masson, François Rouan, et le poète Yves Bonnefoy.
En guise d'hommage, la ville des Andelys d'où Poussin est originaire a donné son nom au musée local d'art et d'histoire. Ce musée abrite le tableau Coriolan supplié par sa famille.

### Quelques expositions depuis 1960
- 1960 : musée du Louvre à Paris, exposition Nicolas Poussin.
- 1961 : musée des beaux-arts de Rouen, exposition Nicolas Poussin et son temps.
- 1962 : palais de l'Archiginnasio à Bologne en Italie, exposition L’ideale classico del seicento in Italia e la pittura di paesaggio.
- 1973 : musée du Louvre à Paris, exposition La mort de Germanicus de Poussin.
- 1983 : Galerie nationale d'Écosse à Édimbourg, exposition Poussin, Sacraments and Bacchanals.
- 1988 : musée d'art Kimbell à Fort Worth au Texas aux États-Unis, exposition Poussin, The Early Years in Rome, The Origine of French Classicism.
- 1994 : Grand Palais à Paris, exposition Nicolas Poussin 1594-1665.
- 2001 : musée du Louvre à Paris, exposition Un tableau de Poussin redécouvert, Sainte Françoise Romaine, faisant suite à l'acquisition de la peinture, en 1999.
- 2008 : musée des beaux-arts de Lyon, exposition Nicolas Poussin, La Fuite en Égypte, 1657, faisant suite à l'acquisition de la peinture[60].
- 2010 : musée Jacquemart-André à Paris, exposition Rubens, Poussin et les peintres du XVIIe siècle[61].
- 2012 : Manufacture des Gobelins à Paris, exposition Nicolas Poussin et la tenture de Moïse[62].
- 2015 : musée du Louvre à Paris, exposition Poussin et Dieu[63].
- 2019 : Beaux-Arts de Paris, exposition Poussin, Géricault, Carpeaux... A l'école de l'antique[64],[65],[66],[67].
- 2022-2023 : Musée des Beaux-Arts de Lyon, exposition Poussin & l'amour [68].

## Voir aussi

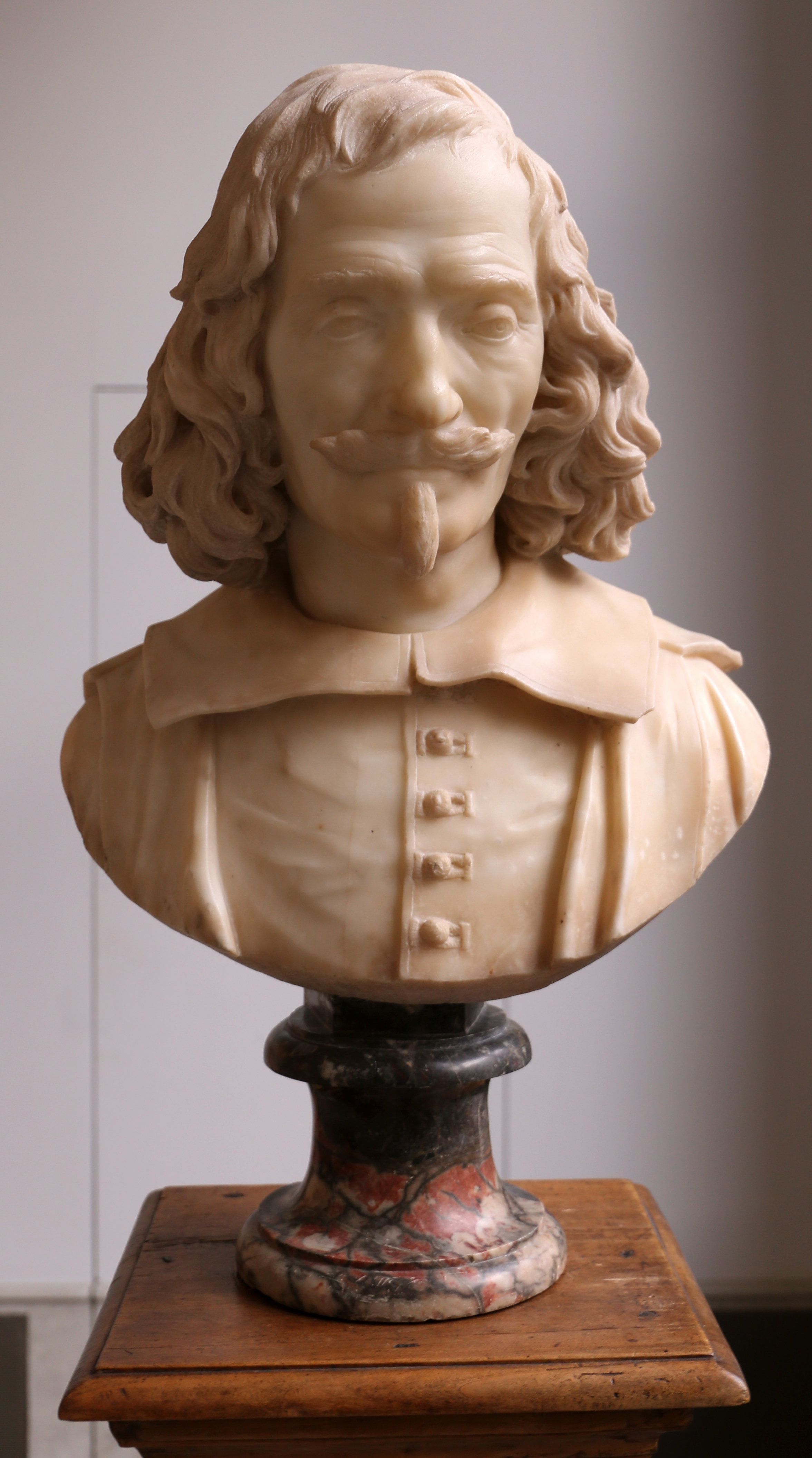
Buste de Nicolas Poussin par François Duquesnoy, vers 1630 (Bode-Museum, Berlin).

#### Sources anciennes
Les ouvrages modernes sur la biographie de Poussin se fondent sur trois groupes de documents : 
- la correspondance de Poussin, en particulier avec ses amis et commanditaires Cassiano dal Pozzo et Fréart de Chantelou (voir Nicolas Poussin, Correspondance de Nicolas Poussin, Paris, Charles Jouanny, 1911 (BNF 31144482, lire en ligne)) ;
- trois biographies du peintre écrites peu après sa mort : 
  - Giovanni Pietro Bellori, « Vita di Nicolò Pussino », dans Vite di pittori, scultori, ed architetti moderni, 1672, traduction en français dans Giovanni Pietro Bellori (trad. Georges Rémond), Vie de Nicolas Poussin d'Andeli, Paris, Bibliothèque de l'Occident, 1903 (BNF 31790192)) ;
  - André Félibien, « Huitième entretien », dans Entretiens sur les vies et sur les ouvrages des plus excellens peintres anciens et modernes, t. 4, Paris, A. Trévoux, 1725 (BNF 30425290, lire en ligne) ;
  - Giovanni Battista Passeri, « Niccolò Pussino pittore », dans Vite de'pittori, scultori et architetti che hanno lavorato in Roma, morti dal 1641. fino al 1673, 1772, ouvrage d'un contemporain de Poussin mais publié beaucoup plus tard ;
- divers autres textes ou fragments de textes du XVIIe siècle concernant Poussin.

#### Ouvrages sur Poussin
- (nl) Cornelis de Bie, Het Gulden Cabinet, 1662, p. 287, poème de huit lignes (lire en ligne).
- Nicolas Poussin peintre, dans Charles Perrault, Les Hommes illustres qui ont paru en France pendant ce siècle, chez Antoine Dezallier, 1697, tome 1, p. 89-90 (lire en ligne).
- Nicolas Poussin, actes du colloque international, Paris 19-21 septembre 1958, Paris, Centre national de la recherche scientifique, 1960, 2 vol.
- Oskar Bätschmann, Poussin, dialectique de la peinture, Zurich 1982, Flammarion Paris 1994 et 2010.
- Germain Bazin, Anthony Blunt, Charles Sterling, Nicolas Poussin, catalogue de l'exposition au musée du Louvre, 1960, Paris, Édition des musées nationaux, 1960.
- (en) Anthony Blunt, The Paintings of Nicolas Poussin. A Critical Catalogue, Londres, Phaidon, 1966, 271 p.
- Anthony Blunt, Les Dessins de Poussin, Hazan, 1988 (The Drawings of Poussin, Yale University Press, 1979).
- (en) Anthony Blunt, Nicolas Poussin, Pallas Athene Publishing, Londres, 1995.
- Marc Fumaroli, L'École du silence. Le sentiment des images au XVIIe siècle, Paris, Flammarion, 1999   (ISBN 978-2-07-042132-9).
- Eugène Gandar, Les Andelys et Nicolas Poussin, réimpr. de l'éd. de 1860, éd. de Fontenelle, 1991  (ISBN 2-85019-020-9).
- Otto Grautoff, Nicolas Poussin, sein Werk und sein Leben, 2 volumes, Munich, 1914.
- Henry Keazor, Poussins Parerga. Quellen, Entwicklung und Bedeutung der Kleinkompositionen in den Gemälden Nicolas Poussins, Schnell & Steiner, Ratisbonne, 1998,  (ISBN 3795411467).
- Henry Keazor, Nicolas Poussin 1594-1665, Taschen, Hong Kong, Cologne, Londres et al., 2007,  (ISBN 3822853194) /  (ISBN 978-3822853191).
- Alain Mérot, Poussin, Paris, Hazan, 2011 (1re éd. 1990), 332 p. (ISBN 978-2-7541-0526-2).
- Alain Mérot, Nicolas Poussin (1594-1665), Louvre éditions/La documentation française, Paris, 1995, 2 tomes,  (ISBN 2-11-003671-0).
- Pierre Rosenberg et Renaud Temperini, Poussin : “Je n'ai rien négligé”, Paris, Gallimard, coll. « Découvertes Gallimard » / Réunion des musées nationaux (no 233), 1994.
- Jacques Thuillier, Nicolas Poussin, Paris, Flammarion, 1994, 287 p. (ISBN 2-08-012440-4).
- Jean-Louis Vieillard-Baron, Et in Arcadia ego. Poussin ou l'immortalité du Beau, Éditions Hermann, 2010..
- Nicolas Milovanovic et Mickaël Szanto (dir.), Poussin et Dieu : [exposition, Paris, Musée du Louvre, 30 mars-29 juin 2015], Malakoff/Paris, Hazan/Louvre éditions, 2015, 488 p. (ISBN 978-2-7541-0826-3)catalogue de l'exposition du Louvre du 30 mars au 29 juin 2015
- Pierre Rosenberg, Nicolas Poussin, les tableaux du Louvre : catalogue raisonné, Paris, Somogy-Musée du Louvre, 2015, 431 p. (ISBN 978-2-7572-0918-9)

#### Bases de données et dictionnaires
- Ressources relatives aux beaux-arts :   - AGORHA
  - Art Institute of Chicago
  - Art UK
  - Auckland Art Gallery
  - Bénézit
  - British Museum
  - Collection de peintures de l'État de Bavière
  - Cooper–Hewitt, Smithsonian Design Museum
  - ECARTICO
  - Grove Art Online
  - J. Paul Getty Museum
  - Kunstindeks Danmark
  - Musée d'art Nelson-Atkins
  - Musée des beaux-arts du Canada
  - Musée du Prado
  - Musée national du Victoria
  - Musée Städel
  - Museum of Modern Art
  - National Gallery of Art
  - National Portrait Gallery
  - Nationalmuseum
  - RKDartists
  - Royal Academy of Arts
  - Sandrart.net
  - Smithsonian American Art Museum
  - Te Papa Tongarewa
  - Union List of Artist Names
- Ressources relatives à la recherche :   - Biodiversity Heritage Library
  - Isidore
  - Persée
- Ressources relatives à la musique :   - Discogs
  - MusicBrainz
- Ressource relative à la littérature :   - Internet Speculative Fiction Database
- Ressource relative à plusieurs domaines :   - Radio France
- Notices dans des dictionnaires ou encyclopédies généralistes :   - Britannica
  - Brockhaus
  - Den Store Danske Encyklopædi
  - Deutsche Biographie
  - Enciclopedia italiana
  - Enciclopedia De Agostini
  - Gran Enciclopèdia Catalana
  - Hrvatska Enciklopedija
  - Internetowa encyklopedia PWN
  - Nationalencyklopedin
  - Store norske leksikon
  - Treccani
  - Universalis
- Notices d'autorité :   - VIAF
  - ISNI
  - BnF (données)
  - IdRef
  - LCCN
  - GND
  - Italie
  - Japon
  - CiNii
  - Espagne
  - Belgique
  - Pays-Bas
  - Pologne
  - Israël
  - NUKAT
  - Catalogne
  - Suède
  - Vatican
  - WorldCat